# Apatema bifasciatum
Apatema bifasciatum är en fjärilsart som beskrevs av Pierre Chrétien 1922. Apatema bifasciatum ingår i släktet Apatema och familjen Symmocidae. Inga underarter finns listade i Catalogue of Life.